# Selle (sculpture)
Pour les articles homonymes, voir Selle.
Une selle en sculpture est un outil sur lequel le sculpteur pose la matière sur laquelle il travaille.
On parle aussi parfois de tournette, car généralement le plateau sur lequel est posé l'objet peut tourner.
Il y a généralement un système permettant de régler la hauteur du plateau à la convenance du sculpteur.

Une des contraintes de la sculpture est le volume. Le plateau de la tournelle peut donc tourner afin de pouvoir sculpter sous tous les angles. Le modèle est généralement également posé sur une sellette rotative. Cela permet au sculpteur de faire tourner le modèle comme la sculpture pendant le travail de modelage ou de sculpture.